# Mount Loomis
Mount Loomis är ett berg i Kanada.   Det ligger på gränsen mellan Alberta och British Columbia, i den västra delen av landet, 2 900 km väster om huvudstaden Ottawa. Toppen på Mount Loomis är 2 798 meter över havet, eller 347 meter över den omgivande terrängen. Bredden vid basen är 3,5 km.
Terrängen runt Mount Loomis är kuperad österut, men västerut är den bergig.Trakten runt Mount Loomis är nära nog obefolkad, med mindre än två invånare per kvadratkilometer.. Det finns inga samhällen i närheten. 
I omgivningarna runt Mount Loomis växer i huvudsak barrskog.